# Eichelbach (Nidda)
Der Eichelbach ist ein gut 18 km langer Bach aus dem Vogelsberg, der in Nidda-Eichelsdorf von links und Osten in die Nidda mündet.

## Name
Der Fluss wurde 1016 als „Nitigis“ erstmals schriftlich erwähnt. Dieser Name setzte sich zusammen aus dem Flussnamen Nidda (782 Nitta) und dem Suffix *-gis-, das sich vom germanischen Verb *gais- für „antreiben, lebhaft bewegen, bewegt sein“ ableitet.

## Geographie

### Verlauf
Der Eichelbach entspringt an der Westseite des zentralen Vogelsbergs, etwa 600 Meter nördlich des Hoherodskopfes und etwa 800 Meter westlich von dessen höchster Erhebung Taufstein (773 m). Die Quelle liegt nahe der unteren Waldkante in einer gebüschbestandenen Wiese zwischen der Jugendherberge und einer Landesstraßengabel etwa 1,8 km nordöstlich von Schotten-Breungeshain. Von hier fließt der Bach bald gehölzbegleitet nach Südwesten, durchzieht Breungeshain und passiert danach Schotten-Busenborn am rechten Hang. Die danach folgenden Talorte Eschenrod, Wingershausen und Eichelsachsen durchquert er wieder, auch sie gehören zu Schotten. Danach fließt er westlicher durch eine Waldenge in Richtung Nidda-Eichelsdorf, in welchem er dann von links und Osten in die Nidda  mündet, deren Quelle weniger als zwei Kilometer nordnordöstlich der seinen liegt.

### Einzugsgebiet
Der Eichelbach fließt in einem bis zu 3,5 km breiten offenen Tal, das von zahlreichen Hecken durchzogen wird und dessen Höhenrücken links immer, rechts meist bewaldet ist.  Sein Einzugsgebiet grenzt von der Mündung ganz im Westen längs des nordwestlichen Wasserscheide bis in den Norden an das der Nidda. Östlich der Vogelsberggipfel nahe bei der Eichelbachquelle läuft die Altfell über Schlitz und Fulda zur Weser, hier ist die Eichelbach-Wasserscheide also zugleich die Hauptwasserscheide des Rheins zur Weser. An der Südostseite konkurriert die weit unterhalb zur Nidda laufende Nidder, meist über ihren rechten Zufluss Hillersbach. Am westlich ziehenden Unterlauf laufen jenseits der linken Wasserscheide kleinere Zuflüsse zur abwärtigen Nidda.

### Zuflüsse
- Eckardsbach (Waidbach) (links), 6,5 km
- Schandwiesenbach (links), 3,5 km

### Flusssystem Nidda
- Fließgewässer im Flusssystem Nidda

### Orte im Tal
mit ihren Gebietszugehörigkeiten. Nur die Ortschaften jeweils tiefster Schachtelungsebene liegen am Lauf.
- Vogelsbergkreis
  - Stadt Schotten
    - Breungeshain
    - Busenborn (rechter Hang)
    - Eschenrod
    - Wingershausen
    - Eichelsachsen
- Wetteraukreis
  - Stadt Nidda
    - Eichelsdorf (Mündungsort)

## Charakter

### Gewässergüte
Die Gewässergüte des Eichelbaches wird als gut eingestuft. Im Sommer 2015 wurde das Bachbett in Eichelsdorf von Indischem Springkraut befreit.

### Hochwasserrückhaltebecken
In den Jahren 2009 bis 2011 wurde am Eichelbach weniger als einen halben Kilometer bachaufwärts vom Ortsrand Eichelsdorfs (50° 27′ 3″ N, 9° 3′ 54″ O) vom Wasserverband Nidda ein Hochwasserrückhaltebecken errichtet. Es hat ein maximales Speichervolumen von 390.000 m³ und eine  max. Staufläche von 11,6 ha und dient dem Hochwasserschutz für Eichelsdorf und die unterhalb an der Nidda liegenden Ortschaften. Statistisch gesehen hundertjährliche Hochwässer sollen damit auf die Wasserführung unter zehnjährlicher reduziert werden, fünfjährliche und geringere werden ganz durchgelassen.

### Dürre 2022
Im Sommer 2022 fiel der Bach während der langen Dürreperiode dieses Jahres trocken, nachdem die Hangquellen infolge des Absinkens des Grundwasserspiegels kein Wasser mehr abgaben.

## Fauna
Im Eichelbach kommen Bachforellen, Mühlkoppen, Bachschmerlen und  Bachneunaugen vor.